# Pim Ronhaar
Pim Ronhaar, né le 20 juillet 2001, est un coureur cycliste néerlandais. Spécialiste du cyclo-cross, il court également sur route et en VTT.

## Biographie
Pim Ronhaar commence le cyclo-cross à l'âge de 11 ans. Lors de la saison 2017-2018, il remporte deux manches de la Coupe du monde et du Superprestige juniors. Lors de sa deuxième saison chez les juniors, il est champion d'Europe et champion des Pays-Bas de cyclo-cross juniors. Il gagne également une nouvelle manche de la Coupe du monde.
En janvier 2021, il devient champion du monde de cyclo-cross espoirs (moins de 23 ans) devant son compatriote et tenant du titre Ryan Kamp. Au mois de juin de la même année, il quitte l'équipe Pauwels Sauzen-Bingoal et rejoint la formation Baloise Trek Lions.
Lors de la saison 2022-2023, sa dernière année chez les espoirs, il décide de courir avec les élites. Au cours de la saison 2023-2024, il se hisse au sommet mondial, terminant quatrième du championnat d'Europe et du monde. Sur la Coupe du monde, il gagne deux manches à Termonde et Dublin, monte sur le podium à six reprises et termine troisième du classement général. Au cours de la saison estivale, il participe à de petites courses sur route avec l'équipe Baloise Trek Lions et remporte plusieurs succès sur la Flèche du Sud au Luxembourg. À la fin de la saison 2024, il est stagiaire au sein de l'équipe World Tour Lidl-Trek.

## Palmarès en cyclo-cross
- 2017-2018
  - Coupe du monde juniors #1, Duinencross
  - Coupe du monde juniors #3, Poldercross
  - Superprestige juniors #2, Cyclo-cross de Zonhoven
  - Superprestige juniors #5, Cyclo-cross d'Asper-Gavere
  - 2e de la Coupe du monde juniors
  - 3e du Superprestige juniors
  - 5e du championnat d'Europe de cyclo-cross juniors
  - 6e du championnat du monde de cyclo-cross juniors
- 2018-2019
  -  Champion d'Europe de cyclo-cross juniors
  -  Champion des Pays-Bas de cyclo-cross juniors
  - Coupe du monde juniors #1, Duinencross
  - 5e du championnat du monde de cyclo-cross juniors
  - 6e de la Coupe du monde juniors
  - 10e du Superprestige juniors
- 2019-2020
  - 3e du championnat des Pays-Bas de cyclo-cross espoirs
  - 5e du championnat du monde de cyclo-cross espoirs
  - 8e du Superprestige espoirs
  - 9e de la Coupe du monde espoirs
- 2020-2021
  -  Champion du monde de cyclo-cross espoirs
  - 5e du championnat d'Europe de cyclo-cross espoirs
  - 10e du Trophée des AP Assurances espoirs
- 2021-2022
  - Coupe du monde de cyclo-cross espoirs #2, Namur
  - Classement général du X²O Badkamers Trofee espoirs
    - X²O Badkamers Trofee #1 espoirs, Audenarde
    - X²O Badkamers Trofee #2 espoirs, Courtrai
    - X²O Badkamers Trofee #7 espoirs, Lille
    - X²O Badkamers Trofee #8 espoirs, Bruxelles

  - 2e de la Coupe du monde espoirs
  - 3e du championnat des Pays-Bas de cyclo-cross espoirs
  - 8e du championnat du monde de cyclo-cross espoirs
  - 10e du championnat d'Europe de cyclo-cross espoirs
- 2022-2023
  - Kleeberg Cross, Malines
  - 5e du championnat d'Europe de cyclo-cross espoirs
- 2023-2024
  - Coupe du monde de cyclo-cross #3, Termonde
  - Coupe du monde de cyclo-cross #5, Dublin
  - Trek Cup, Waterloo
  - 2e du championnat des Pays-Bas de cyclo-cross
  - 3e de la Coupe du monde
  - 4e du championnat du monde de cyclo-cross
  - 4e du championnat d'Europe de cyclo-cross
- 2024-2025
  - 2e du championnat des Pays-Bas de cyclo-cross
  - 3e du X²O Badkamers Trofee
  - 9e de la Coupe du monde

## Palmarès sur route

### Par années
- 2023
  - Flèche du Sud :
    - Classement général
    - Prologue

  - 2e du Tour de la province de Namur
- 2024
  - Flèche du Sud :
    - Classement général
    - 3e étape

  - Prologue du Tour de la Mirabelle

### Classements mondiaux
| Année                                 | 2022  | 2023 | 2024 |
| ------------------------------------- | ----- | ---- | ---- |
| Classement mondial                    | 2288e | 987e | 510e |
| UCI Europe Tour                       | 1436e | nc   | nc   |
|                                       |       |      |      |
| Légende : nc = non classéSource : UCI |       |      |      |

## Palmarès en VTT
- 2020
  -  Champion des Pays-Bas de cross-country espoirs